# Franciscanes de la Mare de Déu del Bon Consell
Les Terciàries Franciscanes de la Mare de Déu del Bon Consell són germanes d'una congregació religiosa fundada per Teresa Rodon i Asencio en 1896. Les germanes posposen al seu nom les sigles F.B.C.

## Història
Enriqueta Rodon i Asencio va començar a pensar en 1883 en la fundació d'una congregació que atengués la marginació de nenes i adolescents desemparades, especialment les filles de preses i menors que vivien a les presons. Ella mateixa havia estat una noia maltractada pels seus pares i deixada en un orfenat. En 1892, troba Gabriela Quintana a Lecároz (Navarra), i intenta la fundació però no té èxit. Marxa a Madrid amb el mateix objectiu; finalment, en 1894, va a Astorga (província de Lleó), on rep el suport del bisbe Vicente Alonso Salgado.
El 14 de febrer de 1896, amb sis companyes hi forma la congregació de Franciscanes de la Mare de Déu del Bon Consell, d'espiritualitat franciscana; llavors la fundadora canvia el seu nom pel de Maria Teresa de Jesús i redacta les constitucions de l'institut, que seran aprovades en 1897.
Les primeres germanes van acollir i educar nenes i joves en orfenats i escoles dominicals, i malalts i vells en hospitals m comarcals i a domicili. A Astorga van viure entre 1896 a 1909. A Llanes (Astúries), funden una casa per a malalts i pobres, i a Madrid un col·legi-llar per a nenes abaandonades. La fundadora, superiora de l'institut, es trasllada a Madrid en 1890, on morirà en 1903.
La mort sobtada de la fundadora va portar una crisi a la congregació, que s'estabilitza i consolida a partir de 1925. Se n'obren cases a Cadis, Astúries i Canàries. En 1920, la congregacó és agregada al Tercer Orde de Sant Francesc
La Guerra civil espanyola i els decennis dels quaranta i cinquanta, la congregació es dedica sobretot al treball en centres hospitalaris, especialment a Navarra i Madrid. Des de llavors continua en expansió, amb noves fundacions fora d'Espanya: Portugal, França, Àfrica i Hispanoamèrica.
Les constitucions foren renovades i aprovades en 1986.